# Jovan Čekić
Jovan Čekić je srpski filozof, teoretičar umetnosti i konceptualni umetnik. Rođen je 1953. godine u Beogradu. Diplomirao je i doktorirao u Beogradu. Izlaže od 1975. godine. Jedan je od osnivača konceptualne grupe 143. Redovni profesor na Fakultetu za medije i komunikacije Univerziteta Singidunum, iz oblasti filozofija umetnosti, dekonstrukcija, digitalna umetnost i nove tehnologije.

## Biografija
Kao gostujući profesor predavao je na Fakultetu likovnih umetnosti u Beogradu (2003), Fakultetu likovnih umetnosti na Cetinju (2003—2007), Fakultetu dramskih umetnosti u Beogradu (2008). Urednik je Art edicije u izdavačkoj kući Geopoetika. Objavio je brojne radove iz filozofije, teorije umetnosti i teorije medija. Objavio je knjigu Presecanje haosa (1998) i monografiju Art Sessions: Era Milivojević (2001). Priredio je sedam samostalnih izložbi i učestvovao u velikom broju grupnih izložbi u zemlji i inostranstvu. Dobitnik je Nagrade Memorijala Nadežde Petrović (1996) i Nagrade Oktobarskog salona (2000). Urednik za teoriju u časopisu Moment (časopis), glavni urednik časopisa za vizuelnu kulturu New Moment (1993—1997). Bio je umetnički direktor Bijenala mladih u Vršcu (2002), BELEF-a (2003, 2004), Bio je kreativni direktor u agencijama Saatchi & Saatchi (1993—1997) i Communis (2006).

## Samostalne Izložbe
- 2006, ReLink, Galerija Artget, Kulturni Centar Beograd[2]
- 2004, Skoteinos, SKC, Galerija V.I.P.[2]

## Grupne izložbe
- 2005, O normalnosti. Umetnost u Srbiji 1989-2001, MSU Beograd[2]
- 2005, New Photography From Serbia, Fotohof, Salzburg, Austrija[2]
- Пројекат Поглед на Зид у сарадњи са Културним центром Рекс2004, Sistem, SKC, Beograd[2]
- 2003, Identitet i razlika, SKC, Beograd[2]
- 2002, Remont Galerija, Beograd[2]
- 2001, Remont Review I - Beogradska umetnička scena 90-tih[2]
- 2000, 41.Oktobarski salon, (Nagrada oktobarskog salona)[2]

## Nagrade
- 1996. Nagrada Memorijala Nadežde Petrović
- 2000. Nagrada Oktobarskog salona[2]

## Objavljene knjige
- 1998. Presecanje haosa[1]
- 2001. Art Sessions: Era Milivojević, Beograd
- 2015. Izmeštanje Horizonta [5]